# 石海乡
石海乡，是中华人民共和国四川省凉山彝族自治州甘洛县曾经下辖的一个乡。2020年6月，撤销石海乡，原石海乡所属行政区域划归普昌镇管辖。

## 行政区划
石海乡撤销前下辖以下地区：
则俄村、石海村、古文村、布哈村、春禾村、加尔村和甘东村。